# Nottjärnen (Fryksände socken, Värmland, 667617-134275)
Nottjärnen är en sjö i Torsby kommun i Värmland och ingår i Göta älvs huvudavrinningsområde.